# Gerardo Armentia Palacios
Gerardo Armentia Palacios (1890 - Cartagena, 7 de març de 1939) va ser un militar espanyol que va participar en la Guerra civil espanyola.

## Biografia
El juliol del 1936 era comandant d'artilleria destinat en la Base naval de Cartagena al capdavant del Regiment d'Artilleria de Costa núm. 3.
En produir-se la revolta militar es va mantenir fidel a la República. A l'agost es va traslladar amb les seves forces a Andalusia i va participar en la Ofensiva de Còrdova organitzada pel general Miaja, que va resultar en un estrepitós fracàs. En l'atac contra la capital cordovesa, Armentia va arribar a manar una de les columnes republicanes. Durant la resta de la contesa va manar l'artilleria adscrita a l'Exèrcit d'Andalusia. El 5 de maig de 1938 ascendí al rang de coronel.
Al març de 1939 es trobava novament a Cartagena al capdavant del Parc d'Artilleria de la base naval, on conspirava al costat d'altres militars en contra del govern Negrín. Va arribar a prendre part en la Revolta de Cartagena, encara que després d'això va ser detingut breument pels militars que també s'havien revoltat però eren partidaris del Bàndol franquista. Va morir a l'alba del 7 de març, durant l'assalt de la 206a Brigada Mixta contra les forces revoltades al Parc d'Artilleria.